# Grown-Up (album)
A Grown-Up a dél-koreai F.T. Island együttes koreai nyelvű középlemeze, melyet 2012. január 31-én jelentettek meg. A lemez rockballadákat tartalmaz. Az album és a Severly kislemez számos toplistát vezetett. 60 891 példányt adtak el belőle Dél-Koreában.

## Fogadtatás
A Severly három egymás utáni alkalommal lett első a jTBC csatorna Music on Top című slágerlistáján, ezzel elnyerve a Triple Crown-díjat, majd az SBS The Music Trend című listáján is győzedelmeskedett.
A lemez első helyen nyitott a Kaon albumlistáján, a Severly pedig negyedik helyen a kislemezlistán. A Billboard magazin Korea K-pop Hot 100 listáján a dal a 35. helyen nyitott. Legmagasabb helyezését két héttel később érte el, ez a 3. hely volt, ezt követően a 10-re esett vissza. A dal első lett az MTV Taiwan K-pop-slágerlistáján.

## Számlista
| 1.    | 지독하게 Csidokhage (Jidokhage) (Severely)                                                         | Han Szongho (Han Seong-ho) | Kim Dohun, I Szangho (Lee Sang-ho)                           | 4:10 |
| 2.    | 친구마저 잃었다 Cshingumadzso irhottda (Chingumajeo Irheottda) (Even Had Lost a Friend)            | I Hiszung (Lee Hee-seung)  | Han Szunghun (Han Seung-hun)                                 | 4:14 |
| 3.    | 난 못난 사람입니다 Nan momnan szaramimnida (Nan Momnan Saramimnida) (I'm a Foolish Person)         | I Hiszung (Lee Hee-seung)  | Kim Dzsejang (Kim Jae-yang)                                  | 4:32 |
| 4.    | 다 큰 남자가... Ta khun namdzsaga... (Da Keun Namjaga...) (Grown Man...)                           | I Szungho (Lee Seung-ho)   | Han Szunghun (Han Seung-hun)                                 | 4:09 |
| 5.    | 애인이 돼 주길 바래요 Eini tve csugil parejo (Aeini Dwae Jugil Baraeyo) (We Hope to Become Lovers) | Han Szongho (Han Seong-ho) | Cshö Dzsonghun (Choi Jong-hun), Han Szunghun (Han Seung-hun) | 3:51 |
| 20:56 | |                            |                                                              |      |

## Fordítás
- Ez a szócikk részben vagy egészben  a   Grown-Up (EP) című angol Wikipédia-szócikk fordításán alapul.  Az eredeti cikk szerkesztőit annak laptörténete sorolja fel. Ez a jelzés csupán a megfogalmazás eredetét és a szerzői jogokat jelzi, nem szolgál a cikkben szereplő információk forrásmegjelöléseként.